# Länsrätt
En länsrätt var tidigare en allmän förvaltningsdomstol i lägsta instans i Sverige och Finland. I Sverige ersattes länsrätterna 15 februari 2010 av förvaltningsrätter. I Finland ersattes de på liknande sätt av domstolar med beteckningen förvaltningsdomstol.

## Sverige

### Historisk utveckling
Länsrätterna instiftades 1979. De ersatte då bland annat de länsskatterätter som tidigare fanns vid länsstyrelserna och tog också över andra ärenden från länsstyrelserna.
I början av 1990-talet avskaffades de särskilda försäkringsdomstolarna, som prövade mål som överklagades från socialförsäkringsnämnd och försäkringskassor. De målen överfördes i stället till de allmänna förvaltningsdomstolarna.
Vid skapandet av Skåne län 1997 slogs de dåvarande länsrätterna i Malmöhus län och Kristianstads län samman till länsrätten i Skåne län och antalet länsrätter minskade från 24 till 23. Vid skapandet av Västra Götalands län 1998 å andra sidan, behölls de tre existerande länsrätterna men fick nya namn, efter sin ort snarare än efter sitt tidigare län.
Landets då 23 länsrätter slogs den 15 februari 2010 samman till tolv domstolar med benämningen förvaltningsrätt.

### Administrativ indelning
Det fanns en länsrätt i varje län, förutom Västra Götalands län där det fanns tre länsrätter i Göteborg, Vänersborg och Mariestad vilka följde de gamla länsindelningarna.
Många av landets länsrätter var små, i och med att det fanns en för varje län och att varje län demografiskt hade ett litet upptagningsområde bortsett från storstadslänen.

### Lista över länsrätter

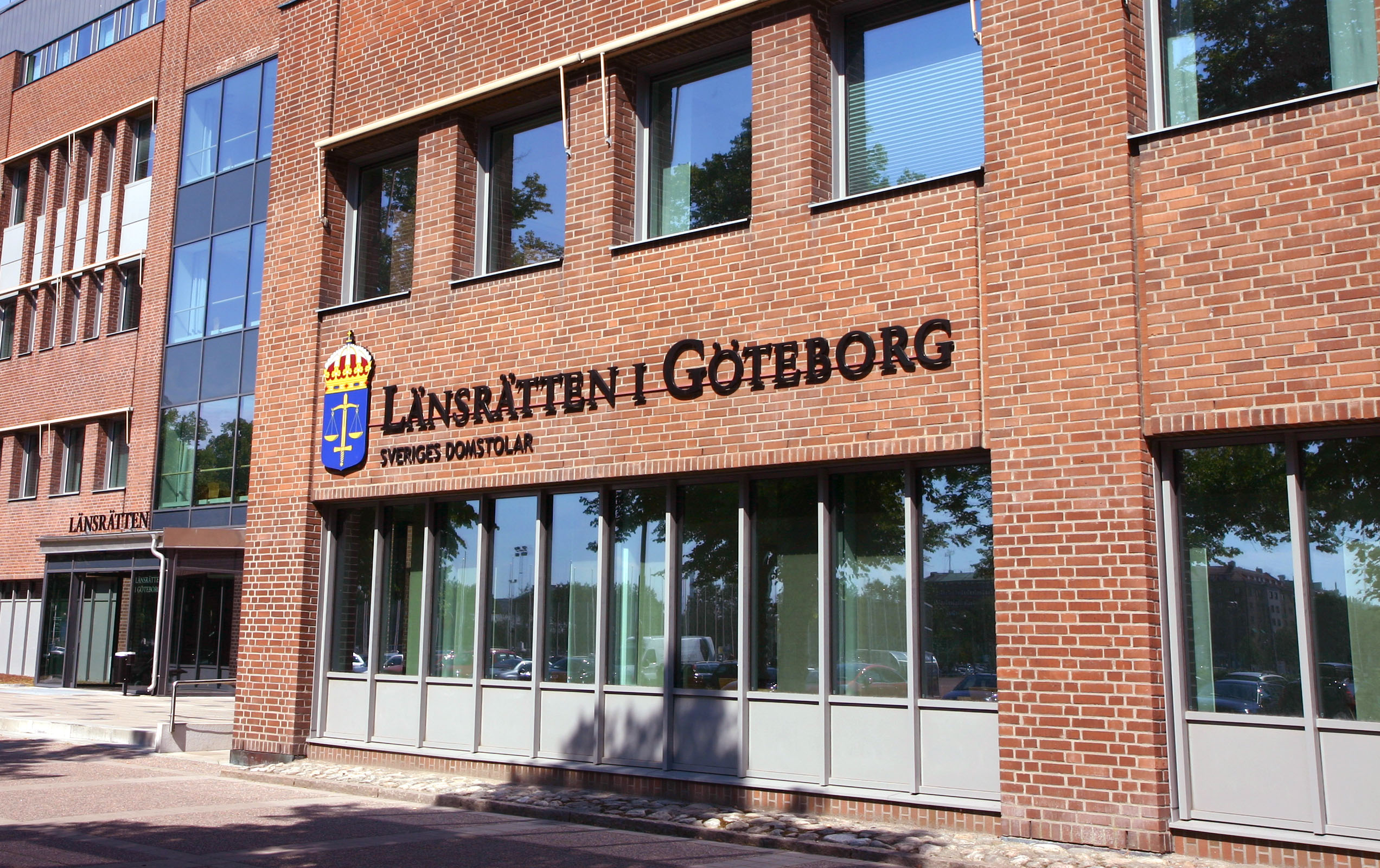
Länsrätten i Göteborg var den näst största i Sverige.

De länsrätter som existerade var följande, och deras domkrets togs 15 februari över av följande förvaltningsrätter. I några fall delades en tidigare länsrätts domsaga mellan två förvaltningsrätter.
| Länsrätt till 14 februari 2010   | Ersatte tidigare länsrätt(er)                             | Förvaltningsrätt från 15 februari 2010                                             |
| -------------------------------- | --------------------------------------------------------- | ---------------------------------------------------------------------------------- |
| Länsrätten i Blekinge län        |                                                           | Förvaltningsrätten i Växjö                                                         |
| Länsrätten i Dalarnas län        | Länsrätten i Kopparbergs län                              | Förvaltningsrätten i Falun                                                         |
| Länsrätten i Gotlands län        |                                                           | Förvaltningsrätten i Stockholm                                                     |
| Länsrätten i Gävleborgs län      |                                                           | Förvaltningsrätten i Falun                                                         |
| Länsrätten i Göteborg            | Länsrätten i Göteborgs och Bohus län                      | Förvaltningsrätten i Göteborg                                                      |
| Länsrätten i Hallands län        |                                                           | Förvaltningsrätten i Göteborg                                                      |
| Länsrätten i Jämtlands län       |                                                           | Förvaltningsrätten i Härnösand                                                     |
| Länsrätten i Jönköpings län      |                                                           | Förvaltningsrätten i Jönköping                                                     |
| Länsrätten i Kalmar län          |                                                           | till del Förvaltningsrätten i Linköping och till del Förvaltningsrätten i Växjö    |
| Länsrätten i Kronobergs län      |                                                           | Förvaltningsrätten i Växjö                                                         |
| Länsrätten i Mariestad           | Länsrätten i Skaraborgs län                               | Förvaltningsrätten i Jönköping                                                     |
| Länsrätten i Norrbottens län     |                                                           | Förvaltningsrätten i Luleå                                                         |
| Länsrätten i Skåne län           | Länsrätten i Kristianstads län, Länsrätten i Malmöhus län | Förvaltningsrätten i Malmö                                                         |
| Länsrätten i Stockholms län      |                                                           | till del Förvaltningsrätten i Stockholm och till del Förvaltningsrätten i Uppsala  |
| Länsrätten i Södermanlands län   |                                                           | Förvaltningsrätten i Linköping                                                     |
| Länsrätten i Uppsala län         |                                                           | Förvaltningsrätten i Uppsala                                                       |
| Länsrätten i Vänersborg          | Länsrätten i Älvsborgs län                                | till del Förvaltningsrätten i Göteborg och till del Förvaltningsrätten i Jönköping |
| Länsrätten i Värmlands län       |                                                           | Förvaltningsrätten i Karlstad                                                      |
| Länsrätten i Västerbottens län   |                                                           | Förvaltningsrätten i Umeå                                                          |
| Länsrätten i Västernorrlands län |                                                           | Förvaltningsrätten i Härnösand                                                     |
| Länsrätten i Västmanlands län    |                                                           | Förvaltningsrätten i Uppsala                                                       |
| Länsrätten i Örebro län          |                                                           | Förvaltningsrätten i Karlstad                                                      |
| Länsrätten i Östergötlands län   |                                                           | Förvaltningsrätten i Linköping                                                     |

### Författningar
- Lagen (1971:289) om allmänna förvaltningsdomstolar
- Lagen (1971:309) om behörighet för allmän förvaltningsdomstol att pröva vissa mål
- Förordningen (1977:937) om allmänna förvaltningsdomstolars behörighet m.m.